# بييت كي
بييت كي (بالهولندية: Piet Kee) هو ملحن هولندي، ولد في 30 أغسطس 1927 في زاندام في هولندا، وتوفي في 25 مايو 2018 في هارلم في هولندا.

## وصلات خارجية
- بييت كي على موقع ميوزك برينز (الإنجليزية)
- بييت كي على موقع أول ميوزيك (الإنجليزية)
- بييت كي على موقع ديسكوغز (الإنجليزية)